# Joseph-Philibert Girault de Prangey
Joseph-Philibert Girault de Prangey (Langres, 21 ottobre 1804 – Le Val-d'Esnoms, 7 dicembre 1892) è stato un fotografo e disegnatore francese attivo principalmente in Medio Oriente.  
I suoi dagherrotipi sono le prime fotografie sopravvissute di Grecia, Palestina, Egitto, Siria e Turchia. Sorprendentemente, le sue fotografie sono state scoperte solo negli anni venti in un magazzino della sua tenuta e poi diffuse solo ottanta anni dopo.

## Biografia
Girault de Prangey studiò pittura a Parigi all'École des Beaux-Arts e nel 1841 imparò la dagherreotipia, forse dallo stesso Louis Daguerre o da Hippolyte Bayard. Girault de Prangey era fortemente interessato all'architettura del Medio Oriente, e fece un tour in Italia e nei paesi del Mediterraneo orientale tra il 1841 e il 1844, producendo oltre 900 dagherrotipi di viste architettoniche, paesaggi e ritratti.
Dopo il suo ritorno in Francia, Girault de Prangey fece studi di acquerelli e penna e inchiostro dopo le sue fotografie e pubblicò da loro un libro di litografie in piccola edizione. Ha anche realizzato stereografi della sua tenuta e delle piante esotiche che ha raccolto. Girault de Prangey non ha esposto o altrimenti reso note le sue fotografie durante la sua vita.
Nel maggio 2003, lo sceicco Saud Al Thani del Qatar ha acquistato un dagherrotipo di Joseph-Philibert Girault de Prangey per un prezzo da record mondiale di £ 565.250 o $ 922.488.
Il 30 gennaio 2019, il Metropolitan Museum of Art, ha aperto "Monumental Journey: The Daguerreotypes of Girault de Prangey". Sono state presentate circa 120 fotografie che l'archeologo dilettante ha creato in Grecia, Egitto, Siria, Turchia e Levante durante un tour autofinanziato della regione nei primi anni del 1840. Includevano il Partenone di Atene, la Moschea di Khayrbak al Cairo e la Cupola della Roccia a Gerusalemme. Organizzata con la Biblioteca nazionale di Francia a Parigi, è stata la prima mostra completa in America dedicata all'artista francese.

## Opere
- Monuments arabes et moresques de Cordoue, Séville et Grenade, dessinés et mesurés en 1832 et 1833, Paris 1937 (?)
- Essai sur l'Architecture des Arabes et des Mores en Espagne, en Sicile, et en Barbarie, Paris 1841.
- Monuments arabes d'Égypte, de Syrie, et d'Asie mineure, Lemercier et Firmin Didot pour l'auteur, Paris 1846.
- Monuments et paysage de l'Orient, Paris 1851.